# Maxillaria rotundilabia
Maxillaria rotundilabia är en orkidéart som beskrevs av Charles Schweinfurth. Maxillaria rotundilabia ingår i släktet Maxillaria och familjen orkidéer. Inga underarter finns listade i Catalogue of Life.